# 蘇格蘭裙

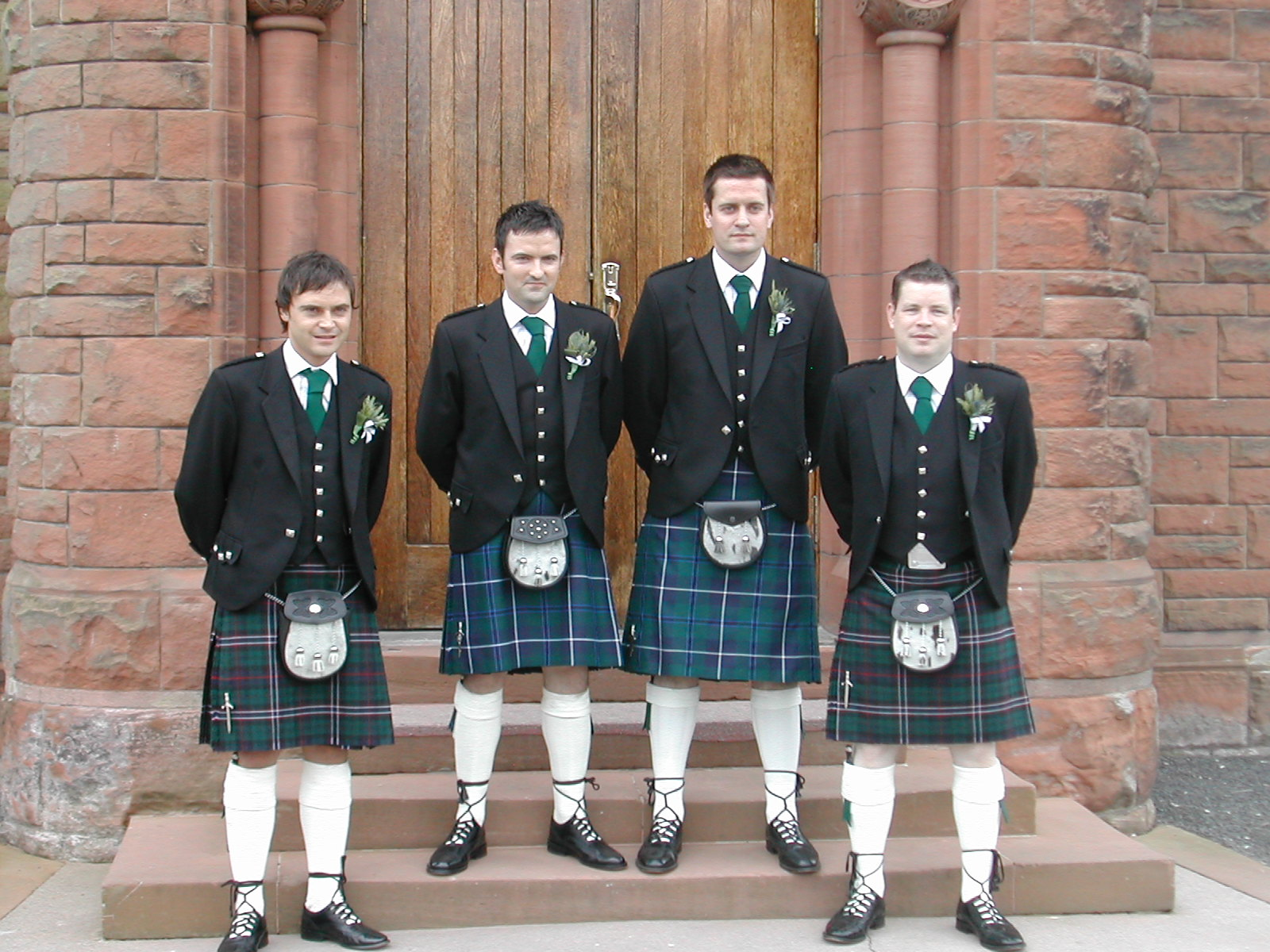
蘇格蘭男用短裙

蘇格蘭裙（英語：Kilt），是一種以格子花紋布料製造的及膝裙子，最早的紀錄是在16世紀的披肩長袍，於18世紀由一名蘇格蘭貴格會士托马斯·罗林森將傳統蘇格蘭格子披肩長袍裁成短裙，後來他的朋友伊恩·麦克唐纳（Iain MacDonnell）作為蘇格蘭望族的族長也開始穿著，之後他們兩個人雇用的木工、礦工、金工等開始紛紛仿效族長的穿著。18世紀末逐漸成為蘇格蘭高地的民族服裝。
蘇格蘭裙裡不穿內褲這一點常被人當做戲謔的題材，而嚴格傳統上，蘇格蘭裙一般是不穿內褲的。現在蘇格蘭裙常被用作儀仗隊制服。

## 外部參考
- 蘇格蘭短裙格子代表不同宗族 （页面存档备份，存于）